# Blue and Lonesome
Albums de The Rolling Stones
A Bigger Bang
(2005) Hackney Diamonds
(2023)
Albums subséquents des Rolling Stones
Havana Moon
(2016) On Air
(2017)
Singles
1. Just Your Fool
Sortie : 6 octobre 2016
2. Hate to See You Go
Sortie : 21 octobre 2016
3. Ride ‘Em On Down
Sortie : 2 décembre 2016

Blue & Lonesome est le vingt-troisième album studio du groupe rock britannique The Rolling Stones, sorti le 2 décembre 2016. Produit par Don Was, c'est leur premier album depuis A Bigger Bang sorti 11 ans plus tôt. L'album ne contient que des reprises, une première depuis leur 45 t homonyme.

## Historique

### Contexte
En 2015, Keith Richards sort son troisième album solo Crosseyed Heart. À cette occasion, le guitariste annonce qu'il aimerait que le groupe fasse un nouvel album pour une sortie en 2017, après leur tournée en Amérique.
En avril 2016, lors du lancement de l'exposition Exhibitionism qui retrace leur carrière, le groupe confirme ce nouvel album qui sortira « vers l’automne ». Richards déclare que l’album comprendra « 12 reprises de blues de Chicago allant de Jimmy Reed à Willie Dixon, Eddie Taylor, Little Walter ou encore Howlin' Wolf ». C’est le premier album depuis Dirty Work dans lequel Mick Jagger ne joue pas de guitare et se concentre entièrement sur le chant et l'harmonica. C'est également le premier album depuis It's Only Rock 'n Roll où Keith Richards n'intervient pas au chant.

### Enregistrement
L'enregistrement se déroule sur trois jours, entre deux tournées, les 11, 14 et 15 décembre 2015 aux British Grove Studios (le studio de Mark Knopfler) à Londres en prise live sans overdubs pour avoir une approche spontanée de la musique. Ils y retrouvent leur producteur Don Was (avec lequel ils collaborent depuis 1994), le bassiste Darryl Jones, les claviéristes Chuck Leavell et Matt Clifford et enfin Eric Clapton.

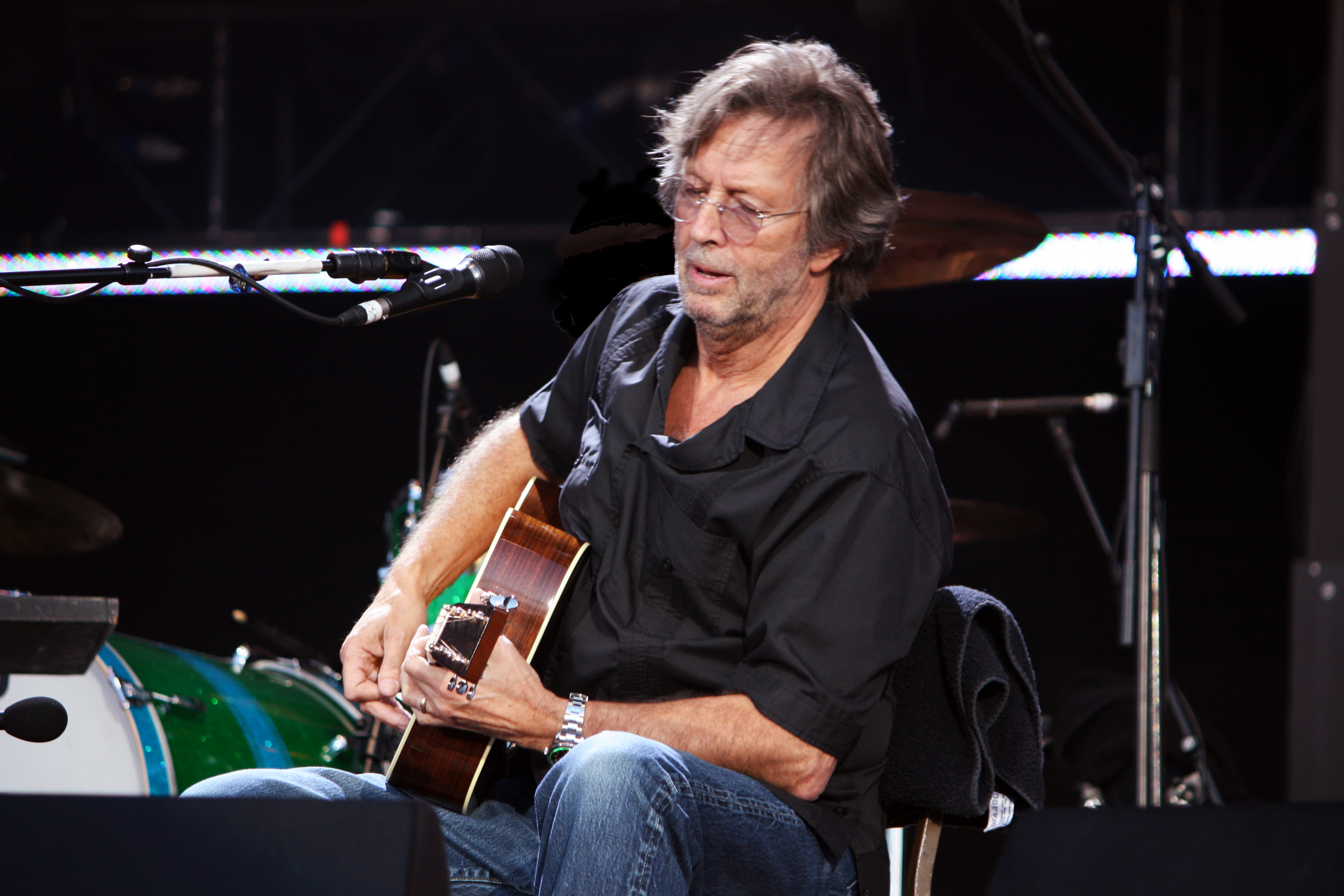
Eric Clapton (ici en 2008) vient rendre une visite aux Rolling Stones au studio et participe ainsi à deux chansons.

Le 11 décembre 2015 sont enregistrées les chansons Commit a Crime de Howlin' Wolf, Blue and Lonesome, I Gotta Go et Hate To See You Go de Little Walter et Just Like I Treat You de Willie Dixon.
Puis les titres Just Your Fool de Little Walter, All of Your Love de Magic Sam, Ride ‘Em On Down de Eddie Taylor, Little Rain de Jimmy Reed, Everybody Knows About My Good Thing de Little Johnny Taylor et I Can't Quit You Baby de Willie Dixon sont enregistrés le 14 décembre 2015. Ce jour-là, Eric Clapton vient jouer de la guitare sur I Can't Quit You Baby et Everybody Knows About My Good Thing entre deux sessions d'enregistrement de son album I Still Do (paru en 2016).
Le titre Hoo Doo Blues de Lightnin' Slim est enregistré durant la session du 15 décembre 2015 avec la participation de Jim Keltner aux percussions.

## Caractéristiques artistiques
Cet album contient douze reprises de classiques du blues, sans aucune composition originale. Il rend hommage aux artistes qui ont influencé le groupe. Le son de l'album est brut et en prise live.
La pochette de l'album reprend le logo du groupe (The Tongue) en bleu électrique sur fond de même couleur.

## Parution et réception
Le 29 septembre 2016, le producteur Don Was annonce la sortie d'un nouvel album des Rolling Stones avant Noël.
Le 5 octobre, le groupe poste sur les réseaux sociaux une vidéo de 10 secondes avec une date : 6 octobre. Le lendemain, c'est officiel, un nouvel album des Rolling Stones intitulé Blue & Lonesome est annoncé pour le 2 décembre 2016. Il comportera 12 reprises de blues. Les morceaux Just Your Fool, Hate to See You Go et Ride 'Em on Down paraissent en précommande respectivement le 6 octobre, 21 octobre et 25 novembre 2016.
Le clip de Hate To See You Go paraît le 8 novembre tandis que celui de Ride ’Em on Down avec Kristen Stewart en même temps que l'album le 2 décembre 2016. À sa sortie, l'album est en tête des ventes dans 15 pays et est classé septième meilleur album de l'année 2016, d'après le magazine Rolling Stone.
Au cours de sa première semaine de parution, l’album est no 1 des charts anglais avec 106 000 ventes, la deuxième meilleure semaine de démarrage de vente d’albums au Royaume-Uni en 2016. Il fait également ses débuts au n°4 au Billboard 200 avec 123 000 ventes, dont 120 000 physiques. L'album est un succès commercial à sa sortie, avec 1 475 000 ventes dans le monde le 18 janvier 2017. Le 17 février 2017, l'album s'est vendu à deux millions d'exemplaires.
L'album reçoit également un véritable succès critique. Les Inrockuptibles considère ce disque comme le meilleur depuis longtemps. "Après plus de cinquante ans d’aventures, des dizaines de classiques et une période où ils incarnèrent le nirvana incandescent du rock’n’roll way of life, qu’attend-on des Stones ? Plus grand-chose sinon ça, justement : un disque où ils bandent sans calcul, où ils lâchent les chevaux sans ployer sous les enjeux, où ils prennent un kiff basique immédiatement transmissible à l’auditeur. It’s only blues, but we like it!" "Concernés et appliqués, les musiciens retrouvent une simplicité qui a fait défaut à certains de leurs albums surproduits, sur lesquels ils semblaient courir après les tendances" ajoute Le Figaro.
Deux ans après cet album, les Rolling Stones rendent un nouvel hommage aux chansons de blues qui les ont influencés en publiant la compilation Confessin' the Blues où elles apparaissent dans leur version d'origine (et non reprises par le groupe).

## Récompense
L'album s'est vu attribuer le Grammy Award du meilleur album de blues traditionnel au Madison Square Garden de New York le 28 janvier 2018.

## Liste des chansons
- Selon le livret inclus avec le disque. Les auteurs des chansons sont listés tels que cités dans le livret.
| 1.    | Just your fool                      | Walter Jacobs                 | 2:16 |
| 2.    | Commit a Crime                      | Chester Burnett               | 3:38 |
| 3.    | Blue and Lonesome                   | Walter Jacobs                 | 3:07 |
| 4.    | All of Your Love                    | Samuel Maghett                | 4:46 |
| 5.    | I Gotta Go                          | Walter Jabobs                 | 3:26 |
| 6.    | Everybody Knows About My Good Thing | Miles Grayson, Lermon Horton  | 4:30 |
| 7.    | Ride ‘Em On Down                    | Eddie Taylor                  | 2:48 |
| 8.    | Hate To See You Go                  | Walter Jabobs                 | 3:20 |
| 9.    | Hoo Doo Blues                       | Otis Hicks, Jerry West        | 2:36 |
| 10.   | Little Rain                         | Ewart G.Abner Jr., Jimmy Reed | 3:32 |
| 11.   | Just Like I Treat You               | Willie Dixon                  | 3:24 |
| 12.   | I Can't Quit You Baby               | Willie Dixon                  | 5:13 |
| 42:36 |                                     |                               |      |

## Personnel

### The Rolling Stones
- Mick Jagger : chant, harmonica, production[18]
- Keith Richards : guitare, production
- Ronnie Wood : guitare
- Charlie Watts : batterie

### Musiciens additionnels
Selon le livret inclus avec le disque :
- Darryl Jones : basse
- Chuck Leavell : piano acoustique (1, 2, 4, 5, 6, 9, 11), orgue Hammond B3 (3, 5, 7, 12)
- Matt Clifford : piano électrique Wurlitzer (1-3, 5, 7, 9, 11,12), orgue Hammond B3 (6, 8, 10), claviers (4, 8, 10,)
- Eric Clapton : guitare slide sur Everybody Knows About My Good Thing, guitare solo sur I Can't Quit You Baby
- Jim Keltner : percussions sur Hoo Doo Blues

### Équipe de production
- Don Was : producteur
- Krish Sharma : ingénieur du son, mixage
- Andy Cook, Jason Elliott, Derrick Stockwell : ingénieurs du son
- Richard Havers : livret
- Stephen Marcussen : masterisation

## Classements et certifications

### Album
| Pays                                 | Durée du classement | Meilleur classement | Date             |
| ------------------------------------ | ------------------- | ------------------- | ---------------- |
| Allemagne (GfK Entertainment)        | 28 semaines         | 1er                 | 9 décembre 2016  |
| Australie (ARIA Charts)              | 17 semaines         | 1er                 | 18 décembre 2016 |
| Autriche (Ö3 Austria Top 40)         | 42 semaines         | 1er                 | 16 décembre 2016 |
| Belgique (V) (Ultratop)              | 72 semaines         | 1er                 | 10 décembre 2016 |
| Belgique (W) (Ultratop)              | 75 semaines         | 1re                 | 10 décembre 2016 |
| Canada (Canadian Albums)             | 10 semaines         | 2e                  | 24 décembre 2016 |
| Danemark (Tracklisten)               | 7 semaines          | 2e                  | 16 décembre 2016 |
| Écosse (Scottish Albums Top 100)     | 16 semaines         | 1er                 | 9 décembre 2016  |
| Espagne (Promusicae)                 | 52 semaines         | 4e                  | 11 décembre 2016 |
| États-Unis (Billboard 200)           | 11 semaines         | 4e                  | 24 décembre 2016 |
| États-Unis (Blues Albums)            | 87 semaines         | 1re                 | 24 décembre 2016 |
| Finlande (Suomen virallinen lista)   | 8 semaines          | 5e                  | 5 décembre 2016  |
| France (SNEP)                        | 43 semaines         | 2e                  | 10 décembre 2016 |
| Grèce (Greek Albums Chart)           | 13 semaines         | 2e                  | 4 février 2017   |
| Italie (FIMI)                        | 27 semaines         | 4e                  | 8 décembre 2016  |
| Norvège (VG-lista)                   | 8 semaines          | 1er                 | 5 décembre 2016  |
| Nouvelle-Zélande (RMNZ Albums Top40) | 14 semaines         | 2e                  | 12 décembre 2016 |
| Pays-Bas (MegaCharts)                | 46 semaines         | 1er                 | 10 décembre 2016 |
| Portugal (AFP)                       | 41 semaines         | 2e                  | 10 décembre 2016 |
| Royaume-Uni (UK Albums Chart)        | 15 semaines         | 1er                 | 15 décembre 2016 |
| Suède (Sverigetopplistan)            | 10 semaines         | 1er                 | 9 décembre 2016  |
| Suisse (Schweizer Hitparade)         | 34 semaines         | 1er                 | 11 décembre 2016 |

| Pays et classement (2016) | Meilleure position |
| ------------------------- | ------------------ |
| Hongrie (Mahasz)          | 12                 |
| Irlande (IRMA)            | 4                  |
| Mexique (AMPROFON)        | 18                 |
| Pologne (ZPAV)            | 3                  |

Certifications
| Pays             | Certification | Ventes    | Date             |
| ---------------- | ------------- | --------- | ---------------- |
| Allemagne        | 3 × Or        | 300 000 + | 2017             |
| Australie        | Or            | 35 000 +  | 11 janvier 2017  |
| Autriche         | Platine       | 15 000 +  | 17 février 2017  |
| Belgique         | Platine       | 30 000 +  | 17 février 2017  |
| Canada           | Or            | 40 000 +  | 2 février 2017   |
| France           | 2 × Platine   | 200 000 + | 28 avril 2017    |
| Italie           | Or            | 25 000 +  | 19 décembre 2016 |
| Nouvelle-Zélande | Or            | 7 500 +   | 19 décembre 2016 |
| Pays-Bas         | 2 × Platine   | 80 000 +  | 2017             |
| Royaume-Uni      | Platine       | 300 000 + | 3 février 2017   |

### Single
| Single             | Chart                     | Durée du classement | Position | Date             |
| ------------------ | ------------------------- | ------------------- | -------- | ---------------- |
| Just Your Fool     | Single Top 100            | 3 semaines          | 39e      | 10 décembre 2016 |
| Just Your Fool     | Adult Alternative Airplay | 7 semaines          | 27e      | 19 novembre 2016 |
| Just Your Fool     | Hot Rock Songs            | 1 semaines          | 49e      | 24 décembre 2016 |
| Just Your Fool     | Schweizer Hitparade       | 1 semaine           | 81e      | 11 décembre 2016 |
| Blue and Lonesome  | AFP                       | 1 semaine           | 85e      | 5 décembre 2016  |
| Hate To See You Go | Single Top 100            | 2 semaines          | 181e     | 10 décembre 2016 |
| Ride'Em Down       | Hot Rock Songs            | 1 semaines          | 20e      | 24 décembre 2016 |
| Ride'Em Down       | Single Top 100            | 1 semaines          | 139e     | 10 décembre 2016 |